# قاعدة كركوش
هي قاعدة عسكرية وواحدة من أكبر القواعد العسكرية التدريبية في العراق التي توجد في محافظة ديالى شرق العراق وتقع بين قضاء بلدروز وناحيته مندلي وقد فُجرت خلال الحرب سنة 2003 الأمر الذي تسبب بأضرار جسيمة طالت المباني والطرق والبنية التحتية لهذه القاعدة.
اُختير عدنان أسود للاستشارات الهندسية من أجل إعداد دراسة شاملة لتقييم الوضع بعد التفجير وإعداد المخططات والوثائق اللازمة من أجل إعادة تأهيل هذه القاعدة العسكرية.
وايضًا تعرضت لهجوم ارهابي انتحاري مكون من خمس افراد ولكن اُحبط الهجوم بعد سقوط خسائر من قتلى وجرحى من الطرفين.